# Covertcoat
Covertcoat eller covert coat var oprindelig "en kort overfrakke der blev båret ved jagt", men den sælges nu som herrefrakke. Typen stammer fra slutningen af 1800-tallet, hvor den blev båret under ridning.

## Design
En covertcoat er fremstillet af en speciel slags tweedklæde , covert cloth, der har navn efter det skjul (et covert på engelsk), hvor jægerne mødtes på jagt. En covertcoat er altid enkeltradet med hakrevers, med én slids, lommer med flapper og tydeligt markerede tværgående syninger lang skøderne og nogle gange også for enden af ærmet. En billetlomme ses nogle gange. De traditionelle farver går fra lysegrøn og gyldenbrun til melere lysebrun og dyb gyldengrøn, men varianter i grå og marineblå er også almindelige. Kraven kan være enten af samme type covert-klæde som resten af frakken eller af sort eller mørkeblåt fløjl.

## Kendt brug af covertcoat
Covertcoaten blev båret af både Georg 6. og Edvard 8. samt af Jason Statham og Stephen Graham i krimikomedien Snatch fra 2000. Brugen af en covertcoat fik medieopmærksomhed under Parlamentsvalget i Storbritannien 2015, hvor partilederen for UKIP, Nigel Farage, bar den ved flere lejligheder 